# Ctenochasma
Lo ctenocasma (gen. Ctenochasma) è uno strano pterosauro vissuto nel Giurassico superiore in Europa.

## Un "pettine" per filtrare il cibo

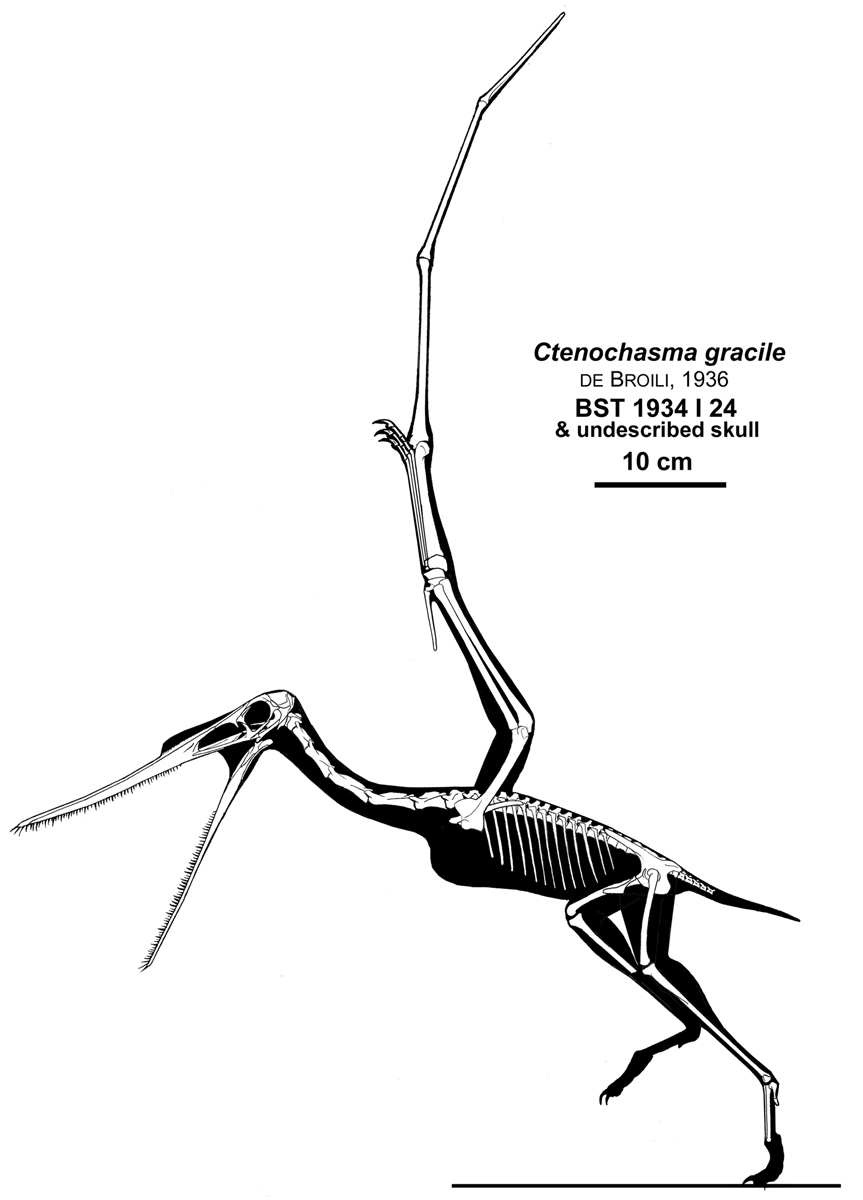
Ricostruzione scheletrica di Ctenochasma

La caratteristica principale di questo pterosauro risiedeva nel cranio: era dotato di lunghe mascelle armate di denti lunghi e sottilissimi (in tutto 260), che andavano a formare una sorta di “pettine” grazie al quale, probabilmente, lo ctenocasma filtrava il cibo dall'acqua. Le dimensioni di questo animale erano piuttosto piccole (circa 45 centimetri di apertura alare negli esemplari più grandi); la specie più piccola, Ctenochasma elegans, non superava i 25 centimetri di apertura alare. Per il resto l'aspetto non si discostava di molto da quello dello pterodattilo (gen. Pterodactylus): la coda era corta, le ali erano molto ampie e consentivano un volo preciso. Si conoscono tre specie di ctenocasma: oltre a C. elegans (precedentemente ritenuto una specie di Pterodactylus), C. porocristata e C. roemeri. Fossili molto belli di ctenocasma sono stati rinvenuti nei calcari litografici di Solnhofen, in Baviera, che hanno restituito anche gli esemplari del primo uccello, Archaeopteryx. Parente stretto dello Ctenochasma è anche lo Gnathosaurus.